# Qualificazioni al campionato mondiale di calcio 1994 - OFC
Sono elencate di seguito le date e i risultati della zona oceanica (OFC) per le qualificazioni al mondiale del 1994.

## Formula
7 membri FIFA si contendono l'accesso allo spareggio intercontinentale contro la seconda classificata del CONCACAF. La squadra delle  Samoa si ritira.
Due gironi di qualificazione, con partite di andata e ritorno.
Le vincenti di ogni girone si scontrano con partite di andata e ritorno. La vincente del playoff gioca lo spareggio con la seconda classificata del girone finale della CONCACAF.

## Gruppo 1
| Data              | Luogo     | Squadra 1      | Risultato | Squadra 2      |
| ----------------- | --------- | -------------- | --------- | -------------- |
| 11 luglio 1992    | Honiara   | Isole Salomone | 1 - 1     | Tahiti         |
| 4 settembre 1992  | Honiara   | Isole Salomone | 1 - 2     | Australia      |
| 11 settembre 1992 | Papeete   | Tahiti         | 0 - 3     | Australia      |
| 20 settembre 1992 | Brisbane  | Australia      | 2 - 0     | Tahiti         |
| 26 settembre 1992 | Newcastle | Australia      | 6 - 1     | Isole Salomone |
| 9 ottobre 1992    | Papeete   | Tahiti         | 4 - 2     | Isole Salomone |

| Pos | Squadra        | Pti | G | V | N | P | GF | GS | DR  |
| --- | -------------- | --- | - | - | - | - | -- | -- | --- |
| 1   | Australia      | 8   | 4 | 4 | 0 | 0 | 13 | 2  | +11 |
| 2   | Tahiti         | 3   | 4 | 1 | 1 | 2 | 5  | 8  | -3  |
| 3   | Isole Salomone | 1   | 4 | 0 | 1 | 3 | 5  | 13 | -8  |

 Australia qualificata.

## Gruppo 2
| Data              | Luogo        | Squadra 1     | Risultato | Squadra 2     |
| ----------------- | ------------ | ------------- | --------- | ------------- |
| 7 giugno 1992     | Christchurch | Nuova Zelanda | 3 - 0     | Figi          |
| 27 giugno 1992    | Port Vila    | Vanuatu       | 1 - 4     | Nuova Zelanda |
| 1º luglio 1992    | Auckland     | Nuova Zelanda | 8 - 0     | Vanuatu       |
| 12 settembre 1992 | Suva         | Figi          | 3 - 0     | Vanuatu       |
| 19 settembre 1992 | Suva         | Figi          | 0 - 0     | Nuova Zelanda |
| 26 settembre 1992 | Port Vila    | Vanuatu       | 0 - 3     | Figi          |

| Pos | Squadra       | Pti | G | V | N | P | GF | GS | DR  |
| --- | ------------- | --- | - | - | - | - | -- | -- | --- |
| 1   | Nuova Zelanda | 7   | 4 | 3 | 1 | 0 | 15 | 1  | +14 |
| 2   | Figi          | 5   | 4 | 2 | 1 | 1 | 6  | 3  | +3  |
| 3   | Vanuatu       | 0   | 4 | 0 | 0 | 4 | 1  | 18 | -17 |

 Nuova Zelanda qualificata.

## Play-off
| Data           | Luogo     | Squadra 1     | Risultato | Squadra 2     |
| -------------- | --------- | ------------- | --------- | ------------- |
| 30 maggio 1993 | Auckland  | Nuova Zelanda | 0 - 1     | Australia     |
| 6 giugno 1993  | Melbourne | Australia     | 3 - 0     | Nuova Zelanda |

 Australia qualificata allo spareggio con il  Canada (seconda classificata del girone finale CONCACAF).